# Hyalyris nora
Hyalyris nora är en fjärilsart som beskrevs av Richard Haensch 1905. Hyalyris nora ingår i släktet Hyalyris och familjen praktfjärilar. Inga underarter finns listade i Catalogue of Life.